# Жилой дом кооператива «Дукстрой»
Жилой дом кооператива «Дукстрой» — здание в Беговом районе Северного административного округа города Москвы, расположенное на Ленинградском проспекте, д. 26 к. 1. Дом был построен в составе жилого комплекса, включавшего также и стоящий на Ленинградском проспекте д. 26 к. 2.

## История
В 1920-е годы проблема жилищного кризиса решалась, в том числе, за счёт строительства кооперативных домов, при котором часть работ оплачивалось членами кооператива, а другая часть оплаты покрывалась за счёт работодателя членом кооператива. Дома, возведённые в таких условиях, отличаются самобытной архитектурой и планировкой. Ярким примером кооперативного жилого дома 1920-х годов является жилой дом кооператива «Дукстрой». Особенностью таких домов являлось то, что в жилом доме помимо собственно квартир размещались и нежилые помещения, в которых предполагалось осуществлять общественные функции.

## Архитектура
Дом кооператива «Дукстрой» построен в 1927—1928 годах по проекту архитектора А. С. Фуфаева. Боковые секции возведены в 1940—1950-х годах. Построенный одновременно в составе жилого комплекса дом, выходящий на Ленинградский проспект, был перестроен в 1954 году по проекту архитекторов Л. Б. Карлика и Е. В. Овакимова. Дом имеет однокомнатные и двухкомнатные квартиры, имеется помещение для общежитий, общие умывальные комнаты и ванные. Архитектурно часть дома, относящаяся к 1920-м годам представляет собой образец авангардного строительства, более новые боковые секции выстроены неоклассической стилистике.
Дом имеет форму каре, охватывающего парадный двор, что соответствует традициям, заложенным при строительстве доходных домов в начале 20 в.